# Pascal (prénom)
Pour les articles homonymes, voir Pascal.
Cette page présente le prénom Pascal ainsi que ses variantes.
Pascal est un prénom masculin, principalement fêté le 17 mai.

## Étymologie
Pascal vient du latin Paschalis qui signifie « de la fête de Pâques», lui-même dérivé de Pessah'  désignant à la fois la Pâque juive et la fête de Pâques des chrétiens.

## Variantes
Pascale est son équivalant en féminin, mais elle possède plusieurs variantes.
- français : Pascal, Pascale, Pascalin, Pascaline
- italien : Pasqual, Pasquale
- albanais : Paskal, Paskali

## Popularité du prénom
Au début de 2010, plus de 290 000 personnes étaient prénommées Pascal en France. C'est le 32e prénom le plus attribué au siècle dernier dans ce pays, et l'année où il a été attribué le plus est 1962, avec un nombre supérieur à 21 000 naissances.

## Personnes portant ce prénom
- Pour l'ensemble des articles sur les personnes portant ce prénom, consulter :
  - la liste des articles dont le titre commence par ce prénom
  - les listes produites par Wikidata : Liste des personnes de prénom « Pascal » — même liste en incluant les éventuels prénoms composés qui contiennent « Pascal ».
- Pascal Greggory (1954-), acteur français
- Pascal Légitimus (1959-), acteur et réalisateur français
- Pascal Massix (1960-2008), acteur français de doublage
- Pascal Obispo (1965-), chanteur et parolier français.
- Pascal Renwick (1954-2006), acteur français de doublage
- Pascal Soetens (1969-), animateur télévisé français

## Saints des églises chrétiennes
- Plusieurs saints portent le nom de Pascal : voir saint Pascal .